# Essem-skolan
Essem-skolan, eller Essems målarskola, var en målarskola i Malmö.
Essem-skolan utbildade 1945-56 en rad senare namnkunniga konstnärer. Den förväxlas ibland med Skånska målarskolan, även den belägen i Malmö.
Skolan startades av de båda reklammännen Gösta Mirow och Karl Erik Sandström efter en förfrågan från Folkuniversitetet om de kunde vara med och arrangera en skulpturkurs i Malmö med den tyskjudiske exilskulptören Harald Isenstein som lärare. 
Kursen blev mycket framgångsrik och verksamheten med konstutbildningar kom snart att utvidgas.
I början av 1950-talet leddes undervisningen av Arwid Karlsson och Figge Holmgren vilka efterträddes av den danske professorn och konstnären Helge Nielsen. Bland skolans elever märks Thure Dahlbeck, Gösta Lindqvist, Alf Olsson, Gertrud Wieselgren, Jacques Zadig, Uno Svensson, Kjell Remy Bernt Franckié Grünewald och Eskil Skans, som också var lärare på skolan.